# Урнецький сільський округ
Урне́цький сільський округ (каз. Өрнек ауылдық округі, рос. Урнекский сельский округ) — адміністративна одиниця у складі Карабалицького району Костанайської області Казахстану. Адміністративний центр — село Прирічне.
Населення — 608 осіб (2021; 1039 у 2009, 1778 у 1999, 2625 у 1989).
Станом на 989 рік існувала Урнецька сільська рада (села Каракопа, Первомайське, Прирічне, Урнек, селище Кансор). Село Кансор було ліквідоване 2007 року, села Каракопа та Первомайське — 2023 року.

## Склад
До складу округу входять такі населені пункти:
| Населений пункт    | Старі назви | Населення, осіб (1989) | Населення, осіб (1999) | Населення, осіб (2009) | Населення, осіб (2021) |
| ------------------ | ----------- | ---------------------- | ---------------------- | ---------------------- | ---------------------- |
| Кансор, село       | -           | 310                    | 110                    | -                      | -                      |
| Каракопа, село     | -           | 221                    | 163                    | 113                    | 27                     |
| Первомайське, село | -           | 245                    | 169                    | 99                     | 36                     |
| Прирічне, село     | -           | 1482                   | 993                    | 637                    | 474                    |
| Урнек, село        | -           | 367                    | 343                    | 190                    | 71                     |